# Formica nemoralis
Formica nemoralis é uma espécie de formiga do gênero Formica, pertencente à subfamília Formicinae.